# Eleiotis
Eleiotis es un género de plantas con flores con cuatro especies perteneciente a la familia Fabaceae.

## Especies
- Eleiotis monophylla
- Eleiotis rottleri
- Eleiotis sororia
- Eleiotis trifoliolata